# Paragus tribuliparamerus
Paragus tribuliparamerus är en tvåvingeart som beskrevs av Li 1990. Paragus tribuliparamerus ingår i släktet stäppblomflugor, och familjen blomflugor. Inga underarter finns listade i Catalogue of Life.